# Liburnia transversalis
Liburnia transversalis är en insektsart som först beskrevs av Melichar 1914.  Liburnia transversalis ingår i släktet Liburnia och familjen sporrstritar. Inga underarter finns listade i Catalogue of Life.